# Gaddesby
 (octobre 2023).
Cet article possède un paronyme, voir Gadsby.
Gaddesby est une paroisse civile et un village du Leicestershire, en Angleterre.